# در یک جزیره
در یک جزیره (به انگلیسی: On An Island) نام سومین آلبوم موسیقی سولوی دیوید گیلمور می‌باشد، کسی که بیشتر به عنوان گیتاریست و خوانندهٔ گروه پراگرسیو راک پینک فلوید شناخته می‌شود. این آلبوم در ۶۰امین سالگرد تولد دیوید گیلمور (۶ مارس ۲۰۰۶) در بریتانیا و روز بعدش در آمریکا منتشر گشت. این البوم با فاصله‌ای ۲۲ ساله نسبت به آلبوم قبل دیوید گیلمور منتشر شد. آهنگ Castellorizon نامزد جایزه گرمی به عنوان بهترین آهنگ بی‌کلام راک شناخته شده بود.

## لیست آهنگ‌ها
1. Castellorizon
2. On an Island
3. The Blue
4. Take a Breath
5. Red Sky at Night
6. This Heaven
7. Then I Close My Eyes
8. Smile
9. A Pocketful of Stones
10. Where We Start